# Natació als Jocs Olímpics d'estiu de 1900 - 4.000 metres lliures
Els 4.000 metres lliures masculins va ser una de les proves de natació que es van disputar als Jocs Olímpics de París de 1900. La competició tingué lloc el 15 i 19 d'agost de 1900, amb la presència de 29 nedadors representants de 7 nacions.

## Medallistes
| Or                 | Plata         | Bronze       |
| John Arthur Jarvis | Zoltán Halmay | Louis Martin |

## Resultats

### Semifinals
La primera ronda que es disputà fou les semifinals. Es disputaren tres sèries en què el vencedor de cadascuna d'elles passava a la final, així com els sis millors temps. Es disputaren el 15 d'agost.

#### Semifinal 1
| Posició | Nedador            | Temps        |
| ------- | ------------------ | ------------ |
| 1       | John Arthur Jarvis | 1h 01' 48,4" |
| 2       | Thomas Burgess     | 1h 15' 04,8" |
| 3       | Louis Martin       | 1h 22' 29,6" |
| 4       | Anderlé            | 1h 26' 25,6" |
| 5       | Lagarde            | 1h 38' 31,8" |
| 6       | de Romand          | 1h 50' 36,4" |
| 7       | Fumouze            | 2h 02' 27,0" |
| —       | Hermand            | DNF          |
| —       | Georges Leuillieux | DNF          |

DNF: No finalitza la cursa

#### Semifinal 2
| Posició | Nedador       | Temps        |
| ------- | ------------- | ------------ |
| 1       | Zoltán Halmay | 1h 11' 33,4" |
| 2       | Eduard Meijer | 1h 17' 55,4" |
| 3       | William Henry | 1h 22' 58,4" |
| 4       | Texier        | 1h 31' 02,8" |
| 5       | Kobierski     | 1h 37' 10,4" |
| 6       | Lué           | 1h 46' 40,4" |
| —       | L. Baudoin    | DNF          |
| —       | Gallais       | DNF          |
| —       | Landrich      | DNF          |

DNF: No finalitza la cursa

#### Semifinal 3
| Posició | Nedador        | Temps        |
| ------- | -------------- | ------------ |
| 1       | Fabio Magnoni  | 1h 25' 16,6" |
| 2       | E. Martin      | 1h 28' 32,6" |
| 3       | Louis Laufray  | 1h 35' 03,2" |
| 4       | Mortier        | 1h 40' 16,8" |
| —       | Jules Clévenot | DNF          |
| —       | Gellé          | DNF          |
| —       | Heyberger      | DNF          |
| —       | E. T. Jones    | DNF          |
| —       | Loppé          | DNF          |
| —       | Regnault       | DNF          |
| —       | Vallée         | DNF          |

DNF: No finalitza la cursa

### Final
La final es disputà el 19 d'agost i fou guanyada, fàcilment, per Jarvis, que superà en més de 10 minuts el seu immediat seguidor.
| Posició | Nedador            | Temps        |
| ------- | ------------------ | ------------ |
| Or      | John Arthur Jarvis | 58' 24,0"    |
| Plata   | Zoltán Halmay      | 1h 08' 55,4" |
| Bronze  | Louis Martin       | 1h 13' 08,4" |
| 4       | Thomas Burgess     | 1h 15' 07,6" |
| 5       | Eduard Meijer      | 1h 16' 37,2" |
| 6       | Fabio Magnoni      | 1h 18' 25,4" |
| 7       | E. Martin          | 1h 26' 32,2" |
| —       | Anderlé            | DNF          |
| —       | William Henry      | DNF          |

DNF: No finalitza la cursa